# Björn Engwall
Björn Engwall, född 24 september 1917 i Gävle Heliga Trefaldighets församling i Gävleborgs län, död 24 juni 2005 i Göteborgs domkyrkoförsamling i Västra Götalands län, var en svensk militär.

## Biografi
Efter studentexamen vid Högre realläroverket å Norrmalm i Stockholm 1937 avlade Engwall marinofficersexamen vid Kungliga Sjökrigsskolan 1942 och utnämndes samma år till fänrik i kustartilleriet, varefter han tjänstgjorde vid Karlskrona kustartilleriregemente och Älvsborgs kustartilleriregemente. Han befordrades till löjtnant 1944 och till kapten 1949. Han gick Stabs- och artillerikurserna vid Kungliga Sjökrigshögskolan 1950–1951, var lärare i artilleri vid Sjökrigsskolan 1958–1959 och stabschef vid Norrlands kustartilleriförsvar 1959–1962, befordrad till major 1960. År 1962 befordrades han till överstelöjtnant, varefter han 1962–1963 var stabschef vid Kustartilleriinspektionen och 1963–1967 var chef för Kustartilleriets skjutskola, befordrad till överste 1964. Åren 1967–1969 var han chef för Vaxholms kustartilleriregemente. År 1969 befordrades han till överste av första graden och var 1969–1977 befälhavare för Karlskrona försvarsområde tillika chef för Blekinge kustartilleriförsvar. Engwall lämnade försvarsmakten 1977.
Björn Engwall invaldes 1971 som ledamot av Kungliga Örlogsmannasällskapet.

## Utmärkelser
- Riddare av Svärdsorden, 1960.[6]
- Kommendör av Svärdsorden, 1968.[7]
- Kommendör av första klass av Svärdsorden, 1971.[8]